# Землянки (район Чернигова)
Землянки (укр. Землянки) — исторически сложившаяся местность (район) Чернигова, расположена на территории Новозаводского административного района.

## История
Землянки обозначены на «плане города Чернигова» 1908 года между Михайловской улицей (переулком Алексея Бакуринского) и Троицкой улицей (часть современного проспекта Победы) при примыкании Хлебопекарской улицы (Хлебопекарной) — западнее Александровской площади и Воскресенской церкви. Землянки были западной окраиной. 
По мнению директора Черниговского исторического музея Андрей Левенко к Землянкам относятся такие улицы: Новопопудренская (часть проспекта Победы), Маяковская, Поталевская, Западная, Лунинцев, Краснодонцев, Розы Люксембург и Глинище. По названию улицы Глинище все прилегающая местность получила название Глинище. С другой стороны карьера были проложены три улицы под одинаковым названием Рабочие. По утверждению Андрея Левенко, до Октябрьской революции 1917 года тут в землянках селилась городская беднота.
Здесь городская дума продавала землю в частную собственность. До октября 1917 года (Октябрьской революции) местность заселялась городской беднотой почти хаотично и это отразилось на направлениях и конфигурациях улиц Землянок. Воскресенская улица пролегает от Воскресенской церкви и спускается к бывшему глинищу кирпичного завода 19 — начала 20 веков. Кирпичный завод был расположен поблизости на современной улице Ивана Мазепы. Улицы Землянок, например Воскресенская, являются своеобразным памятником планирования города конца 18 века. Улицы застраивались одноэтажными домами и домами на кирпичных высоких цокольных этажах — «жилых погребах».
В доме № 7 Воскресенской улицы до 1937 года жил Б. М. Ривкин, в его честь названа улица. В одном из сохранившихся домов — № 23 Воскресенской улицы — жили революционер М. С. Муринсон и советский военачальник В. М. Примаков, дом был построен Соломоном Муринсоном в конце 19 — начале 20 веков. Также дом № 23 посещал М. М. Коцюбинский.
На улице Глинище начали селиться в послевоенные годы, так как город был сильно разрушен, а местность находилась поблизости к центру. К концу 20 века улица Глинище исчезла. На улице Алексея Бакуринского (исторический Михайловский переулок) сохранились остатки послевоенных строений. В 1950-е годы с соседних улиц постепенно начали исчезать землянки.  

## География
Землянки расположены в юго-западной части города Чернигова — между улицами Ивана Мазепы и Попудренко. Расположена в границах «комплексной охранной зоне памятников исторического центра города» и «охранное зоне с ограничением высоты застройки».  
Улицы, проспект и переулки Землянок: проспект Победы — его часть (историческая Новопопудренская улица); улицы: Алексея Бакуринского, Бориса Луговского, Воскресенская, Зои Космодемьянской, Краснодонцев, Марковича, Маяковского, Мичурина, Олегово поле, Ремесленная, Рыночная; переулки: Воскресенский, Марковича, Алексея Бакуринского.

Галерея местности Землянки
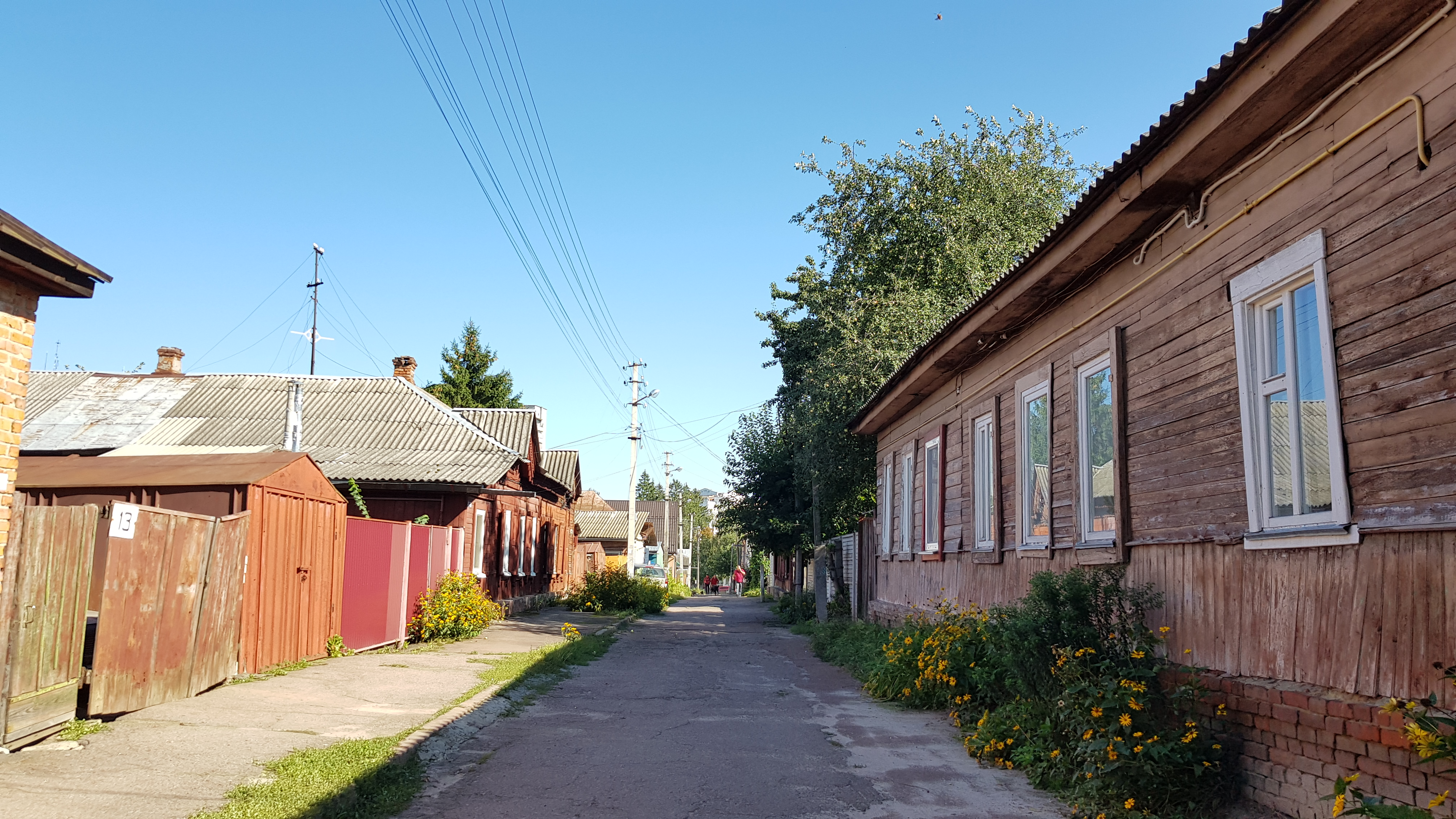
улица Зои Космодемьянской
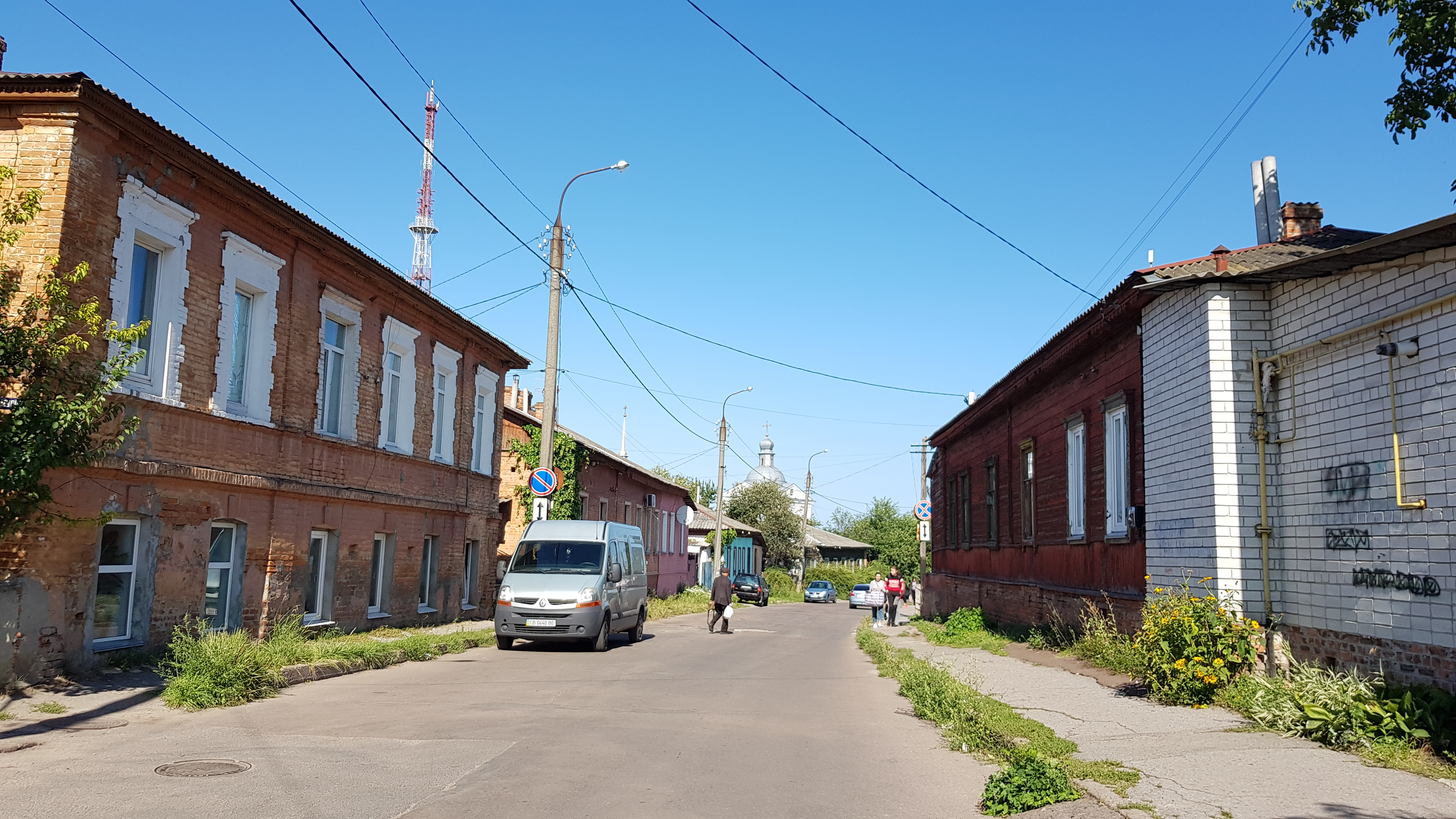
Воскресенская улица
улица Марковича
проспект Победы

## Социальная сфера
Есть школы (№ 10, 20) и детские сады (№ 42, 51). Нет предприятий. Здесь расположена автостанция № 2.

## Транспорт
По улицам Землянок не пролегают маршруты общественного транспорта.